# Фригійський ковпак
Ковпак свободи або фригійський ковпак (шапка) — головний убір конічної форми з загнутим кінцем, що був поширений у давнину серед мешканців Передньої Азії, зокрема фригійців (звідки його назва) та персів; міжнародний символ свободи.
Для стародавніх греків фригійська шапка була символом Сходу. Вдягненими в неї зображували й давніх героїв — Пелопа (що за походженням, втім, і був фригійцем) та Паріса.
Схожі головні убори використовували й зороастрійські жерці. Коли ж у Стародавньому Римі набув поширення культ іранського «сонячного» бога Мітри, його зазвичай теж почали зображувати у шапці, схожій на фригійську.

## Історія

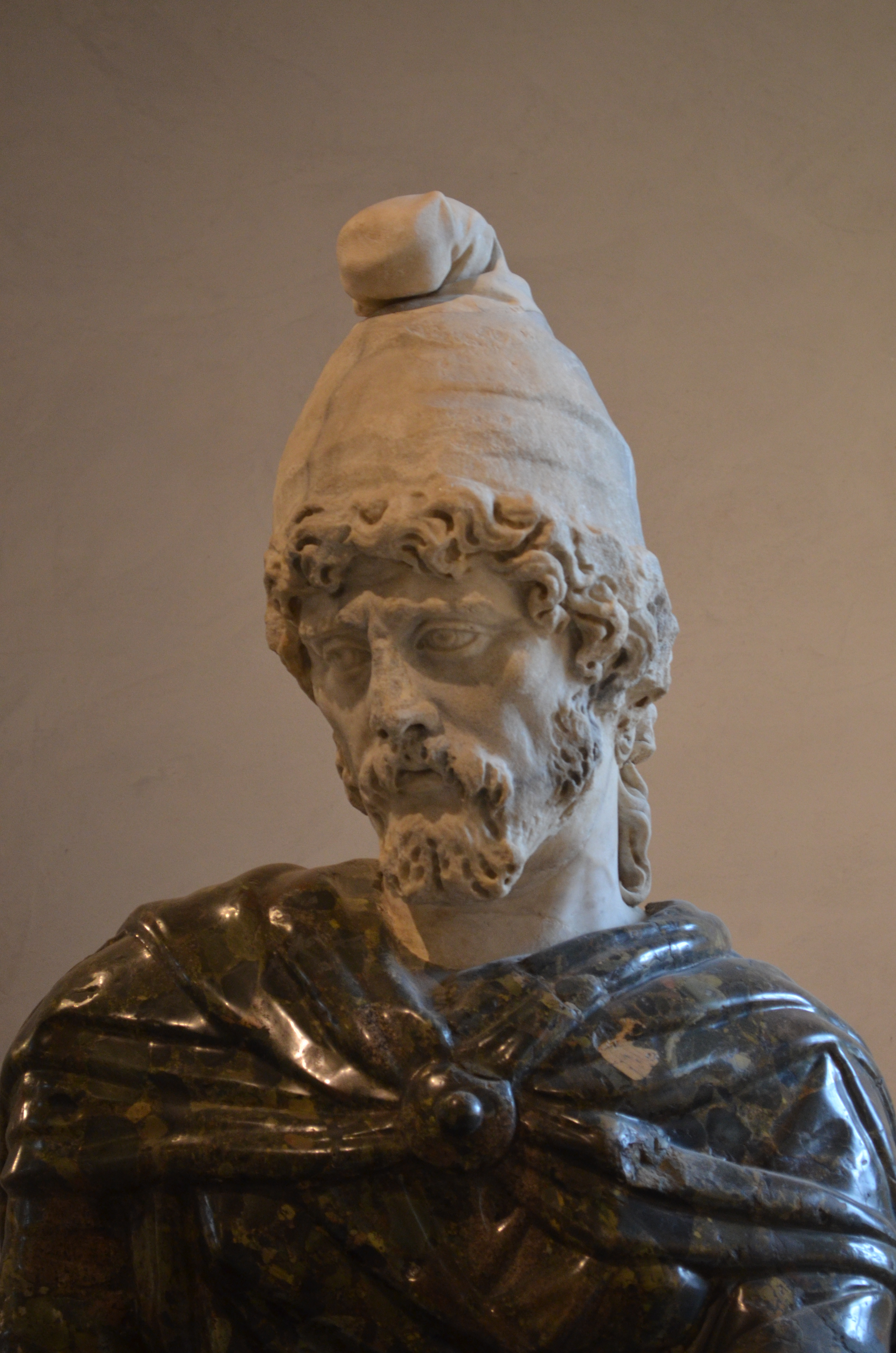
Полонений фригієць. Римська статуя II ст. (Лувр)

У Стародавньому Римі під час урочистої церемонії визволення раба йому на голову надягали головний убір, що мав назву пілей. Це означало, що він ставав вільною людиною і міг на власний розсуд обирати собі ремесло. Коли в 44 році до н. е. змовники вбили Юлія Цезаря, на знак визволення батьківщини від тиранії вони урочисто підняли пілей на своїх кинджалах (за іншою версією — на мечах чи навіть списах). Символ республіканцям настільки сподобався, що вони почали карбувати зображення кинджалів-мечів та пілея на своїх монетах).
За доби Ренесансу давньоримський пілей ототожнили з головним убором давніх фригійців — фригійською шапкою. Яка таким чином перетворилася на «символ свободи», яким ані за давньогрецьких, ані за римських часів не була.
У XVI сторіччі ця, «книжна» інтерпретація була відома лише в Італії, у XVII сторіччі її використовували вже й у Франції та Нідерландах, а звідти вона була запозичена англійцями, згодом поширившись і в колоніях, зокрема й північноамериканських. Найбільшої популярності фригійський ковпак як символ свободи набув під час революцій кінця XVIII сторіччя — Американської та Французької.

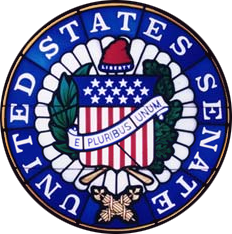
Ковпак на печатці Сенату США

У США фригійський ковпак (або «ковпак свободи») (Phrygian cap або Liberty cap) — символ свободи під час війни за незалежність. Його й досі зображено на прапорі Нью-Йорку та печатці Сенату США.
У Франції фригійський ковпак отримав постійний, червоний колір, перетворився елемент одягу незаможних, а тому найрішучіших революціонерів — санкюлотів та емблему якобінського клубу. А згодом став символом республіканської Франції та головним убором її жіночого втілення — Маріанни, а також потрапив на герби шести латиноамериканських країн, зокрема Колумбії та Аргентини.